# Jianyang (Fujian)
Pour les articles homonymes, voir Jianyang.
Jianyang (建阳 ; pinyin : Jiànyáng) est une ville de la province du Fujian en Chine. C'est une ville-district placée sous la juridiction de la ville-préfecture de Nanping.

## Démographie
La population du district était de 339 782 habitants en 1999, et celle de la ville de Jianyang de 85 500 habitants.

## Climat
Chaud et humide l'été, au-dessus de 30°.

## Culture
C'est le lieu de fabrication du Jianyao (en), un type de vaisselle adapté au thé, décrit pour la première fois en 1053, dans les annales du thé de Cai Xiang, sous la dynastie Song.
C'est la ville de naissance de Song Ci (chinois : 宋慈 ; pinyin : Sòng Cí) (1186–1249), un juge et médecin légiste chinois actif durant la dynastie Song, ayant rédigé le premier ouvrage de médecine légal au monde.
Zhu Xi, également de la dynastie Song est originaire de Jianyang.

### Langues
Jianyang comprend parmi ses langues, le Hakka et le minnan (Hokkien).

## Transports
À une heure de l'aéroport de Wuyishan (WUS).

## Faits de société
Selon la Laogai Research Foundation, deux laogai (« camps de rééducation par le travail ») y seraient implantés.